# پبل هیل (آلاباما)
پبل هیل (به انگلیسی: Pebble Hill) یک منطقهٔ مسکونی در ایالات متحده آمریکا است که در شهرستان ویلکاکس، آلاباما واقع شده‌است. پبل هیل ۵۹٫۱۳ متر بالاتر از سطح دریا قرار دارد.